# Lluita als Jocs Olímpics d'estiu de 1956
Als Jocs Olímpics d'Estiu de 1956 celebrats a la ciutat de Melbourne (Austràlia) es disputaren 16 proves de lluita, totes elles en categoria masculina. Es realitzaren vuit proves en lluita lliure i vuit proves més en lluita grecoromana entre els dies 28 de novembre i 6 de desembre de 1956.
Participaren 173 lluitadors de 30 comitès nacionals diferents.

## Resum de medalles

### Lluita grecoromana
| Prova   | Or                   | Argent            | Bronze             |
| – 52 kg | Nikolai Solovyov     | Ignazio Fabra     | Dursun Ali Egribas |
| – 57 kg | Konstantin Vyrupayev | Edvin Vesterby    | Francisc Horvat    |
| – 62 kg | Rauno Mäkinen        | Imre Polyák       | Roman Dzeneladze   |
| – 67 kg | Kyösti Lehtonen      | Riza Dogan        | Gyula Tóth         |
| – 73 kg | Mithat Bayrak        | Vladimir Maneyev  | Per Gunnar Berlin  |
| – 79 kg | Givi Kartoziya       | Dimitar Dobrev    | Rune Jansson       |
| – 87 kg | Valentín Nikolàiev   | Petko Sirakov     | Karl-Erik Nilsson  |
| + 87 kg | Anatoli Parfenov     | Wilfried Dietrich | Adelmo Bulgarelli  |

### Lluita lliure
| Prova   | Or                     | Argent                 | Bronze             |
| – 52 kg | Mirian Tsalkalamanidze | Mohammad Khojastehpour | Hüseyin Akbas      |
| – 57 kg | Mustafa Dağıstanlı     | Mohammad Yaghoubi      | Mikhail Shakhov    |
| – 62 kg | Shozo Sasahara         | Joseph Mewis           | Erkki Penttilä     |
| – 67 kg | Imam-Ali Habibi        | Shigeru Kasahara       | Alimberg Bestayev  |
| – 73 kg | Mitsuo Ikeda           | Ibrahim Zengin         | Vakhtang Balavadze |
| – 79 kg | Nikola Stanchev        | Daniel Hodge           | Georgi Skhirtladze |
| – 87 kg | Gholamreza Takhti      | Boris Kulayev          | Peter Blair        |
| + 87 kg | Hamit Kaplan           | Hussein Mehmedov       | Taisto Kangasniemi |

## Medaller
| Posició | País           | Or | Argent | Bronze | Total |
| 1       | Unió Soviètica | 6  | 2      | 5      | 13    |
| 2       | Turquia        | 3  | 2      | 2      | 7     |
| 3       | Iran           | 2  | 2      | 0      | 4     |
| 4       | Japó           | 2  | 1      | 0      | 3     |
| 5       | Finlàndia      | 2  | 0      | 2      | 4     |
| 6       | Bulgària       | 1  | 3      | 0      | 4     |
| 7       | Suècia         | 0  | 1      | 3      | 4     |
| 8       | Estats Units   | 0  | 1      | 1      | 2     |
| 8       | Hongria        | 0  | 1      | 1      | 2     |
| 8       | Itàlia         | 0  | 1      | 1      | 2     |
| 11      | Alemanya       | 0  | 1      | 0      | 1     |
| 11      | Bèlgica        | 0  | 1      | 0      | 1     |
| 13      | Romania        | 0  | 0      | 1      | 1     |